# سایمه خوگیانی
سایمه خوگیانی (متولد سال ۱۳۵۱ ولسوالی خوگیانی - ولایت ننگرهار) سیاستمدار افغان و نماینده مردم ولایت ننگرهار در دوره‌های پانزدهم و شانزدهم مجلس نمایندگان است. وی در مجلس شانزدهم نمایندگان افغانستان عضو کمیسیون منابع طبیعی و محیط زیست می‌باشد.

## زندگی‌نامه
سایمه خوگیانی متولد ۱۳۵۱از ولسوالی خوگیانی ولایت ننگرهار است. وی تحصیلات متوسطه خود را در لیسه میدان هوایی ولسوالی بگرام در ولایت پروان به پایان رسانید و سند لیسانس خود را در رشته علوم کامپیوتر از پوهنتون کابل کسب کرد و در رشته حقوق و علوم سیاسی در پوهنتون خصوصی آریانا تحصیلات خود را ادامه داد.

## دیگر فعالیت‌ها
دیگر فعالیت‌های وی:
- معلم در پاکستان (۱۳۷۲–۱۳۷۵).
- کار برای سازمان‌های حمایت از کودکان و زنان، هلال احمر (۱۳۷۵–۱۳۸۱).
- مسئول ولایتی بخش زنان کمیسیون مستقل حقوق بشر افغانستان.
- کار برای رادیو صدای آمریکا.
- نماینده مردم ننگرهار در دوره‌های پانزدهم و شانزدهم ولسی جرکه.